# Darwin (teleskop)
Darwin – planowana przez Europejską Agencję Kosmiczną na 2016 rok (lub nieco później) misja, której celem byłoby poszukiwanie planet pozasłonecznych wielkością zbliżonych do Ziemi. Misja została anulowana w 2007 roku. Czułość instrumentu pozwalałaby dodatkowo dokonywać analiz składu atmosfer odkrytych obiektów. Zakładana szczegółowość dostarczanych obrazów byłaby 10 do 100 razy większa od planowanych możliwości Kosmicznego Teleskopu Jamesa Webba.
Według wstępnych założeń w skład instrumentu weszłyby 3 lub 4 teleskopy kosmiczne pracujące w zakresie podczerwieni, o średnicy głównych zwierciadeł 3–4 m (opartych na projekcie lustra, które zostało zastosowane w misji Herschel). Łączność z Ziemią zapewniłby dodatkowy moduł komunikacyjny.
Flotylla urządzeń zostałaby najprawdopodobniej wyniesiona przy pomocy dwóch rakiet Sojuz-Fregat lub za pomocą jednej rakiety Ariane 5 i umieszczona w odległości 1,5 miliona kilometrów od Ziemi (w pobliżu punktu libracyjnego L2).
NASA planowała podobną misję – Terrestrial Planet Finder, oba projekty zostały jednak zarzucone w 2007 roku.